# Onslow (Australie)
Pour les articles homonymes, voir Onslow.
 Onslow  est une ville d'Australie-Occidentale, à la pointe du Cap du Nord-Ouest. Elle est située à 1386 kilomètres au nord de Perth.

## Histoire
Onslow devient un village le 3 novembre 1885 avec un port et un accès la route, à l'embouchure de la rivière Ashburton. Le village servait à l'exportation de la laine de moutons. Il est nommé d'après le juge de l'Australie occidentale, Sir Alexander Onslow (1842-1908).
Les dommages répétés des cyclones et l'assèchement de la rivière ont causé des problèmes quant à la croissance de la ville.
Le 15 mai 1943, Onslow est la ville la plus au sud de l'Australie à être bombardée par les Japonais durant la Seconde Guerre mondiale, lorsqu'un avion bombarde l'aérodrome, sans occasionner de dommage.
Depuis la guerre, la baisse du pouvoir d'achat de la laine, malgré les bonnes précipitations dans les années 1960, a entraîné un changement d'orientation de l'économie d'Onslow de la laine au tourisme. C'est un point d'accès pour les activités de Coral Coast, comme la plongée sous-marine sur les récifs coralliens au large de la ville.
À partir de 2019, le parc de panneaux solaires de la ville alimente les autres villes environnantes.

## Météo
Le 13 janvier 2022, la ville côtière égale le record de température australien avec 50,7°C, initialement détenu par Oodnadatta le 2 janvier 1960.
| Mois                              | jan. | fév. | mars | avril | mai  | juin | jui. | août | sep. | oct. | nov. | déc. | année |
| --------------------------------- | ---- | ---- | ---- | ----- | ---- | ---- | ---- | ---- | ---- | ---- | ---- | ---- | ----- |
| Température minimale moyenne (°C) | 23,7 | 24,3 | 23,4 | 20,5  | 16,3 | 13,3 | 11,7 | 12,5 | 14,2 | 16,7 | 19,3 | 21,6 | 18,1  |
| Température moyenne (°C)          | 35,7 | 35,5 | 35,4 | 33,2  | 28,9 | 25,5 | 24,8 | 26,6 | 29,1 | 31,7 | 33,8 | 35,2 | 31,3  |
| Température maximale moyenne (°C) | 49,2 | 48,3 | 46,2 | 43,3  | 39   | 32,7 | 32,2 | 35,5 | 39   | 44,7 | 45,5 | 48,7 | 49,2  |
| Précipitations (mm)               | 28   | 52,6 | 49,4 | 20,1  | 45,1 | 44,7 | 18,9 | 5,5  | 1,3  | 0,8  | 1,5  | 5,3  | 275   |